# Sam Lammers
Sam Lammers (Tilburg, Brabante Septentrional, 30 de abril de 1997) es un futbolista neerlandés. Juega de delantero y su equipo es el F. C. Twente de la Eredivisie.

## Trayectoria
Se incorporó a las categorías inferiores del PSV Eindhoven en el año 2010.
Debido a sus buenos rendimientos con el filial, el entrenador del primer equipo lo convocó con los profesionales a comienzos de la temporada 2016-17. 
Debutó oficialmente el 21 de septiembre de 2016, fue en la primera ronda de la Copa de los Países Bajos, contra el Roda JC, ingresó en el minuto 78 por el uruguayo Gastón Pereiro y ganaron 4 a 0. Disputó su primer juego con 19 años y 144 días, utilizó la camiseta número 50.
El 15 de octubre debutó en la Eredivisie, máxima categoría del fútbol profesional neerlandés, ingresando al final de partido contra Heracles Almelo y empataron 1 a 1.
Su tercer partido fue en la segunda ronda de la copa nacional, estuvo los 19 minutos finales contra Sparta Rotterdam pero fueron derrotados 3 a 1.
De cara a la temporada 2018-19 fue cedido al S. C. Heerenveen.
Tras haber vuelto al PSV Eindhoven, el 22 de septiembre de 2020 fue traspasado al Atalanta B. C. italiano. Tras una temporada fue cedido las dos siguientes; primero al Eintracht Fráncfort y después al Empoli F. C., que a su vez lo prestó a la U. C. Sampdoria en enero de 2023. Esta fue la última cesión antes de abandonar el club definitivamente en junio después de fichar por el Rangers F. C. para las siguientes cuatro temporadas. La primera de ellas la completó en su país, después de ser cedido en el mes de enero al F. C. Utrecht, y allí se quedó al ser traspasado en julio de 2024 al F. C. Twente.

## Selección nacional

### Trayectoria
Ha sido parte de la selección de los Países Bajos en las categorías sub-19 y sub-20.
El 3 de septiembre de 2015 debutó con la selección neerlandesa, fue con la categoría sub-19, en un amistoso contra Italia, fue titular con la camiseta número 9 y empataron 0 a 0.
En su segunda participación, el 7 de septiembre, jugaron un amistoso contra Alemania, Sam volvió a ser titular, anotó su primer gol con la selección pero fueron derrotados 2 a 1.
Fue confirmado por el entrenador Aron Winter para jugar la primera fase de clasificación al Europeo sub-19.
Debutó en una competición oficial el 7 de octubre, jugó como titular contra Gibraltar, se despachó con un triplete y ganaron 9 a 0. Luego jugaron contra Liechtenstein, combinado al que derrotaron 2 a 0. Finalmente, se midieron ante la selección de Francia para cerrar el grupo y empataron 1 a 1. Sam estuvo presente en los 3 partidos como titular, y lograron clasificar a la siguiente instancia.
En la última fecha FIFA del año, volvió a ser convocado para jugar dos amistosos. El 12 de noviembre, se enfrentaron a Inglaterra, Lammers anotó un gol y empataron 2 a 2. Finalizó el primer semestre con la selección, el 16 de noviembre, volvió a jugar como titular, esta vez contra República Checa, convirtió un gol y ganaron 4 a 2.
Al año siguiente, volvió a ser convocado para jugar la ronde élite de clasificación al Europeo sub-19. El 24 de marzo de 2016 jugaron el primer partido del grupo, su rival fue Ucrania, Sam abrió el marcador al minuto 8 y finalmente ganaron 3 a 2. Luego se enfrentaron a Irlanda del Norte y ganaron 1 a 0. Finalmente el 29 de marzo cerraron el grupo contra Polonia y empataron 0 a 0. Lammers jugó los 90 minutos en los 3 partidos, y lograron clasificar a la fase final del campeonato.
Fue confirmado por el entrenador para jugar el Campeonato de Europa Sub-19 de la UEFA 2016 en Alemania.
El primer partido del grupo, lo jugaron el 12 de julio, contra Croacia, anotó un gol y brindó una asistencia, ganaron 3 a 1. En el segundo juego, su rival fue Inglaterra, volvió a convertir pero fueron derrotados 2 a 1. Cerraron la fase de grupos contra Francia, selección por la que fueron derrotados 5 a 1.
Países Bajos no clasificó a las semifinales, pero quedó emparejado con Alemania para jugar por el quinto puesto y la clasificación al Mundial Sub-20 de 2017. El 21 de julio, se llevó a cabo el juego contra los locales, comenzaron ganando los teutones, pero en los minutos 80, Países Bajos logró convertir dos goles para dar vuelta el marcador, ya en tiempo cumplido, el rival Suat Serdar convirtió un gol que empató el juego. Fueron a una prórroga, y al minuto 96 los alemanes nuevamente convirtieron, por lo que se pusieron en ventaja, pero Lammers logró vencer la portería rival y anotar el 3 a 3 definitivo. El pasaje al Mundial se decidió por penales, instancia en la que ganó Alemania 5 a 4.
Su siguiente llamado, fue por Dwight Lodeweges para jugar dos partidos amistosos con la selección sub-20. En el primer partido, no tuvo minutos, pero debutó en la categoría el 4 de septiembre de 2016, contra República Checa, estuvo los 90 minutos en cancha y empataron 1 a 1.
En el mes de octubre jugó el Torneo Cuatro Naciones, se enfrentaron a las selecciones sub-20 de Inglaterra, Estados Unidos y Alemania. Sam estuvo presente en dos partidos, pero no convirtió goles.

### Participaciones en categorías inferiores
En cursiva las competiciones no oficiales.
| Competición                                                               | Sede         | Resultado    | Partidos | Goles |
| ------------------------------------------------------------------------- | ------------ | ------------ | -------- | ----- |
| Fase de clasificación para el Campeonato de Europa Sub-19 de la UEFA 2016 | Francia      | Clasificó    | 3        | 3     |
| Ronda élite para el Campeonato de Europa Sub-19 de la UEFA 2016           | Países Bajos | Clasificó    | 3        | 1     |
| Campeonato de Europa Sub-19 de la UEFA 2016                               | Alemania     | Sexto puesto | 4        | 3     |
| Torneo Cuatro Naciones Sub-20 de 2016                                     | Inglaterra   | Subcampeón   | 2        | 0     |

## Estadísticas

### Clubes
Actualizado al 9 de marzo de 2025.
| Club                            | Div.          | Temporada     | Liga  | Liga  | Copas nacionales | Copas nacionales | Torneos internacionales | Torneos internacionales | Total | Total |
| Club                            | Div.          | Temporada     | Part. | Goles | Part.            | Goles            | Part.                   | Goles                   | Part. | Goles |
| ------------------------------- | ------------- | ------------- | ----- | ----- | ---------------- | ---------------- | ----------------------- | ----------------------- | ----- | ----- |
| Jong PSV · Países Bajos         | 2.ª           | 2015-16       | 16    | 2     | —                | —                | —                       | —                       | 16    | 2     |
| Jong PSV · Países Bajos         | 2.ª           | 2016-17       | 31    | 17    | —                | —                | —                       | —                       | 31    | 17    |
| Jong PSV · Países Bajos         | 2.ª           | 2017-18       | 16    | 11    | —                | —                | —                       | —                       | 16    | 11    |
| Jong PSV · Países Bajos         | Total club    | Total club    | 63    | 30    | 0                | 0                | 0                       | 0                       | 63    | 30    |
| PSV Eindhoven · Países Bajos    | 1.ª           | 2016-17       | 5     | 2     | 2                | 0                | —                       | —                       | 7     | 2     |
| PSV Eindhoven · Países Bajos    | 1.ª           | 2017-18       | 7     | 0     | 3                | 1                | 1                       | 0                       | 11    | 1     |
| S. C. Heerenveen · Países Bajos | 1.ª           | 2018-19       | 31    | 16    | 4                | 3                | —                       | —                       | 35    | 19    |
| S. C. Heerenveen · Países Bajos | Total club    | Total club    | 31    | 16    | 4                | 3                | 0                       | 0                       | 35    | 19    |
| PSV Eindhoven · Países Bajos    | 1.ª           | 2019-20       | 7     | 2     | 2                | 0                | 1                       | 1                       | 10    | 3     |
| PSV Eindhoven · Países Bajos    | 1.ª           | 2020-21       | 1     | 0     | —                | —                | —                       | —                       | 1     | 0     |
| PSV Eindhoven · Países Bajos    | Total club    | Total club    | 20    | 4     | 7                | 1                | 2                       | 1                       | 29    | 6     |
| Atalanta B. C. · Italia         | 1.ª           | 2020-21       | 15    | 2     | 1                | 0                | 1                       | 0                       | 17    | 2     |
| Atalanta B. C. · Italia         | 1.ª           | 2021-22       | 2     | 0     | —                | —                | —                       | —                       | 2     | 0     |
| Atalanta B. C. · Italia         | Total club    | Total club    | 17    | 2     | 1                | 0                | 1                       | 0                       | 19    | 2     |
| Eintracht Fráncfort · Alemania  | 1.ª           | 2021-22       | 15    | 1     | ―                | ―                | 7                       | 1                       | 22    | 2     |
| Eintracht Fráncfort · Alemania  | Total club    | Total club    | 15    | 1     | 0                | 0                | 7                       | 1                       | 22    | 2     |
| Empoli F. C. · Italia           | 1.ª           | 2022-23       | 14    | 1     | —                | —                | —                       | —                       | 14    | 1     |
| Empoli F. C. · Italia           | Total club    | Total club    | 14    | 1     | 0                | 0                | 0                       | 0                       | 14    | 1     |
| U. C. Sampdoria · Italia        | 1.ª           | 2022-23       | 19    | 1     | 1                | 0                | —                       | —                       | 20    | 1     |
| U. C. Sampdoria · Italia        | Total club    | Total club    | 19    | 1     | 1                | 0                | 0                       | 0                       | 20    | 1     |
| Rangers F. C. Escocia           | 1.ª           | 2023-24       | 17    | 2     | 4                | 0                | 10                      | 0                       | 31    | 2     |
| Rangers F. C. Escocia           | Total club    | Total club    | 17    | 2     | 4                | 0                | 10                      | 0                       | 31    | 2     |
| F. C. Utrecht · Países Bajos    | 1.ª           | 2023-24       | 20    | 11    | —                | —                | —                       | —                       | 20    | 11    |
| F. C. Utrecht · Países Bajos    | Total club    | Total club    | 20    | 11    | 0                | 0                | 0                       | 0                       | 20    | 11    |
| F. C. Twente · Países Bajos     | 1.ª           | 2024-25       | 21    | 7     | 1                | 0                | 9                       | 2                       | 31    | 9     |
| F. C. Twente · Países Bajos     | Total club    | Total club    | 21    | 7     | 1                | 0                | 9                       | 2                       | 31    | 9     |
| Total carrera                   | Total carrera | Total carrera | 237   | 75    | 18               | 4                | 29                      | 4                       | 284   | 83    |
| 1. 2.                           |               |               |       |       |                  |                  |                         |                         |       |       |

### Resumen estadístico
|                                  | Partidos | Goles | Promedio |
| -------------------------------- | -------- | ----- | -------- |
| Liga                             | 216      | 68    | 0,31     |
| Copas nacionales                 | 17       | 4     | 0,24     |
| Copas internacionales            | 20       | 2     | 0,1      |
| Selección de Países Bajos sub-19 | 14       | 10    | 0,71     |
| Selección de Países Bajos sub-20 | 3        | 0     | 0        |
| Total                            | 270      | 84    | 0,31     |

## Palmarés

### Títulos nacionales
| Título                     | Club          | País         | Año     |
| -------------------------- | ------------- | ------------ | ------- |
| Eredivisie                 | PSV Eindhoven | Países Bajos | 2017-18 |
| Copa de la Liga de Escocia | Rangers F. C. | Escocia      | 2023-24 |

### Títulos internacionales
| Título                 | Club                | Sede    | Año     |
| ---------------------- | ------------------- | ------- | ------- |
| Liga Europa de la UEFA | Eintracht Fráncfort | Sevilla | 2021-22 |

### Distinciones individuales
| Distinción                                                             | Año  |
| ---------------------------------------------------------------------- | ---- |
| Parte del Equipo del Torneo del Campeonato de Europa Sub-19 de la UEFA | 2016 |
| Joven de la semana para UEFA.com (mes de noviembre, semana #2)         | 2016 |